# 배유미 (1984년)
배유미(1984년 12월 10일 ~)는 대한민국의 뮤지컬 배우였다.

## 이력
2000년 SM 엔터테인먼트에서 개최한 'LA 오디션'으로 활동을 시작하고, 2001년 12월에 음악 그룹 밀크로 데뷔했다.
2002년 멤버들에게 말도 안하고 그룹 밀크를 무단 탈퇴하여 그룹을 해체하게 만들었다.
2005년 4월 27일에는 일본의 음악 그룹 유포니우스와 함께 싱글 《New World/보쿠라노지칸》 발표했다.

## 학력
- 연세대학교 영어영문학과 학사

## 출연작

### 드라마
- 《겨울아이》 (2005년, EBS)
- 《비밀의 교정》 (2006년, EBS)

## 음반

### 싱글
1. New World/보쿠라노지칸 (2005년 4월 27일, 킹 레코드) '배유미/ufonius'이름으로 발매.
애니메이션 《후타코이 얼터너티브》 여는 곡